# Хосмъров бодлоопашат сцинк
Хосмъровите бодлоопашати сцинкове (Egernia hosmeri), наричани също хосмърови егернии, са вид влечуги от семейство Сцинкови (Scincidae).
Разпространени са в сухи каменисти местности в северната част на Австралия. Имат червеникавокафяв гръб, по-тъмни врат и глава и бял корем. Активни са през деня и се хранят с насекоми, листа, растителни издънки и плодове.